# Westerburg
Westerburg – miasto w zachodniej części Niemiec, położone w kraju związkowym Nadrenia-Palatynat, w powiecie Westerwald, siedziba gminy związkowej Westerburg. W 2010 miasto zamieszkiwane było przez 5498 osób.

## Geografia
Westerburg położony jest w obrębie pasma górskiego Westerwald w północno-wschodniej części Nadrenii-Palatynatu, kilka kilometrów od granicy z Hesją. Przez centrum miasta przepływa potok Schafbach (dorzecze Lahnu).
Westerburg składa się z czterech dzielnic: Gershasen, Sainscheid, Wengenroth i Westerburg.

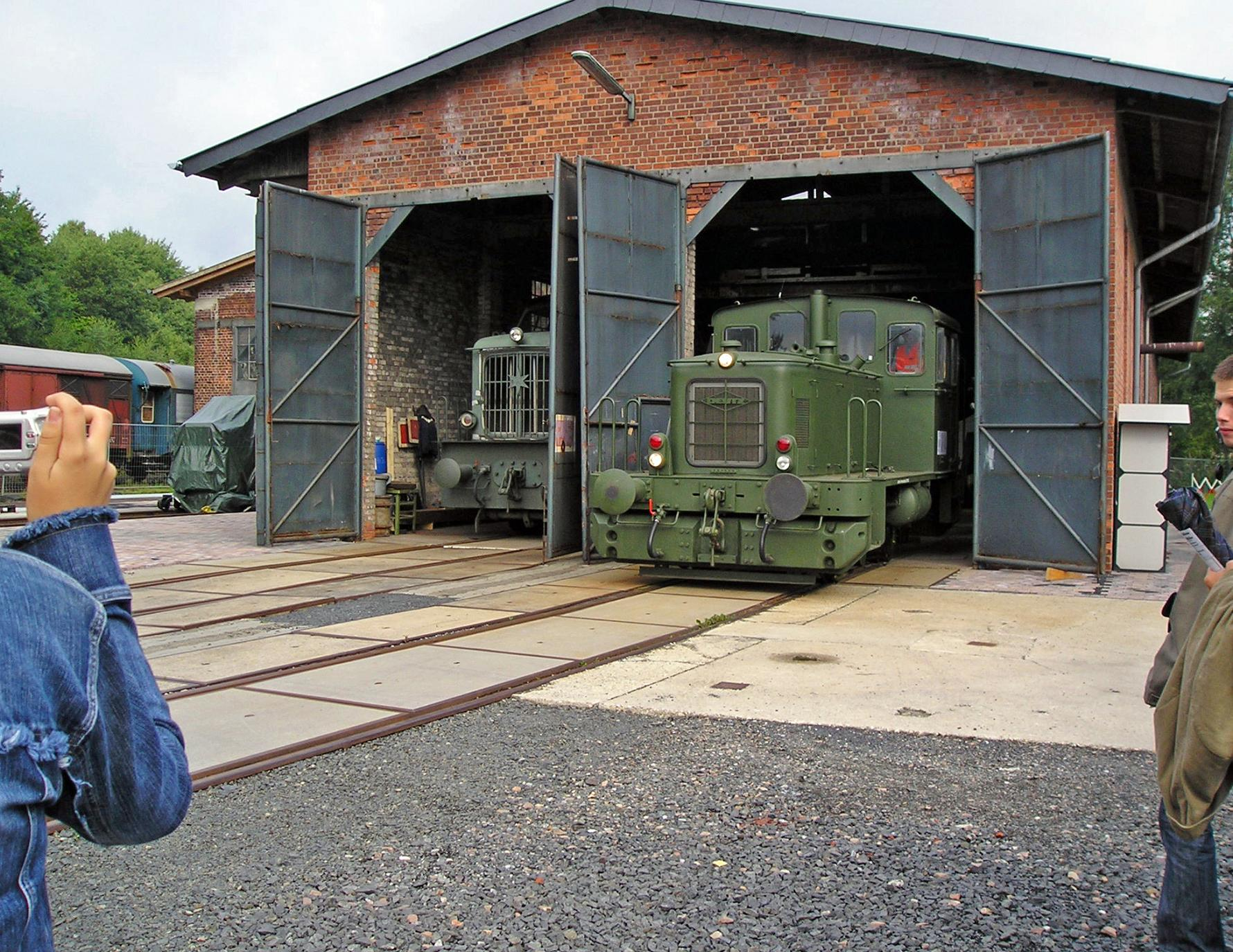
Muzeum kolejnictwa w Westerburgu (Bahntechnisches Museum)

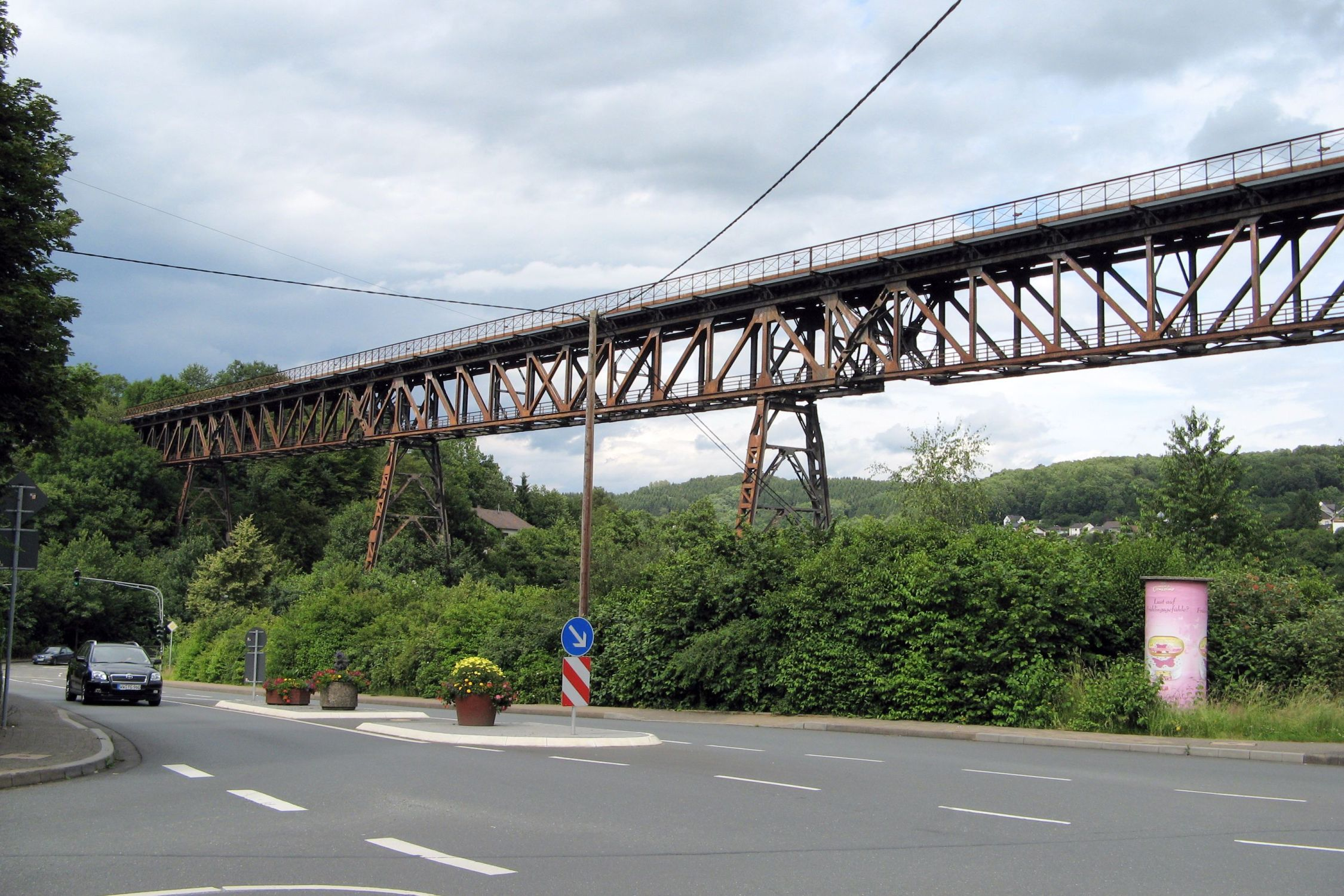
Estakada kolejowa w Westerburgu

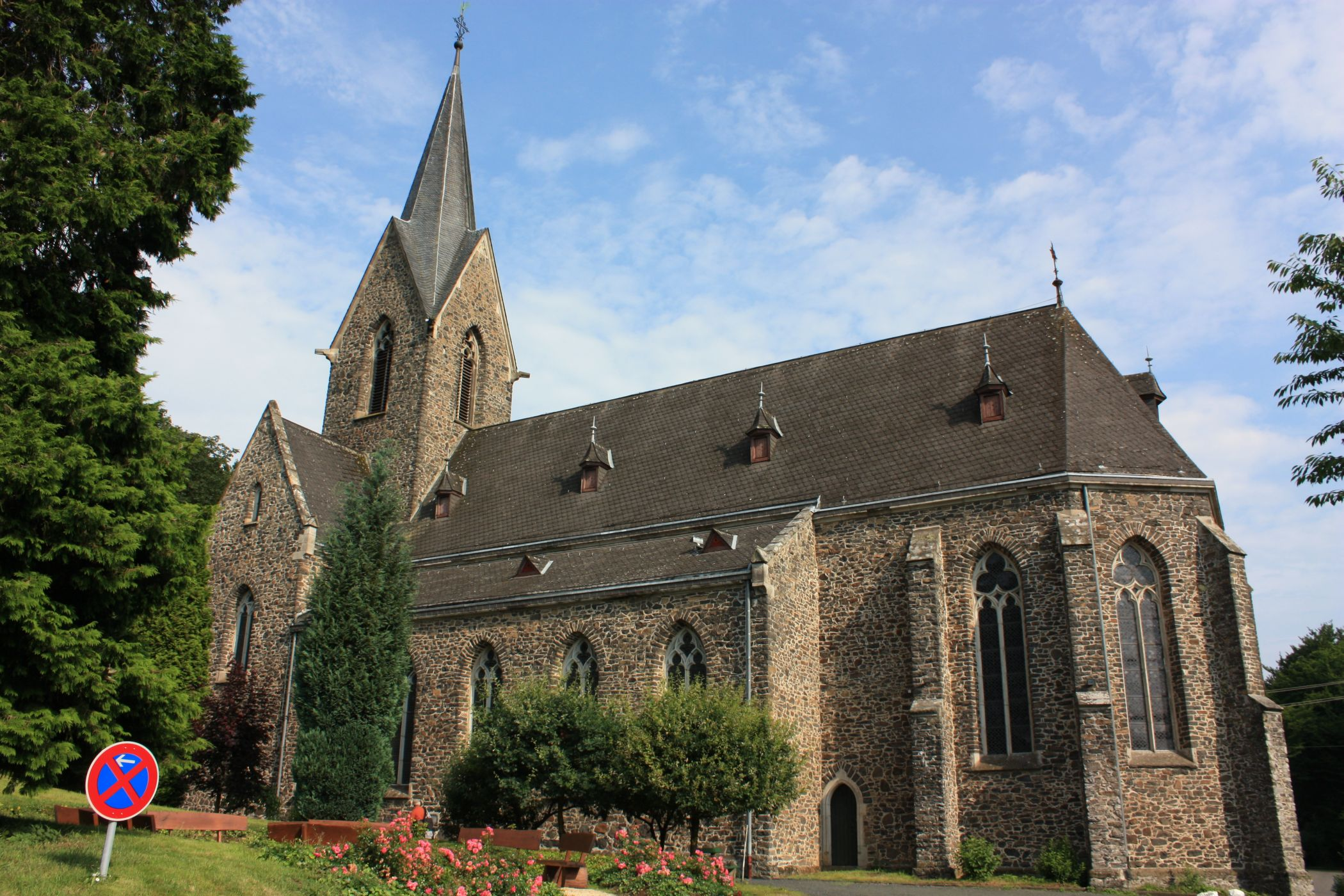
Kościół Mariacki w Westerburgu (Liebfrauen)

## Historia
Pierwsze wzmianki o mieście pochodzą z roku 1209. W roku 1292 Westerburg otrzymał prawa miejskie.

## Transport
Odległość miasta od autostrad A3 (Kolonia – Frankfurt nad Menem), A45 (Dortmund – Gießen) oraz A48 (Montabaur – Trewir) jest nie większa niż 20 km.
Westerburg położony jest przy linii kolejowej Limburg an der Lahn–Altenkirchen (Westerwald) (połączenia kolejowe między innymi do Kolonii, Koblencji, Frankfurtu nad Menem i Wiesbaden).
W pobliżu miasta przebiega linia kolei dużych prędkości Frankfurt – Kolonia z najbliższymi przystankami w miastach Montabaur i Limburg an der Lahn.
Kilka kilometrów od Westerburg znajduje się lotnisko w Ailertchen.

## Zabytki
- zamek Westerburg z XII wieku
- Kościół Mariacki z XIII wieku (Liebfrauenkirche)
- most kolejowy z roku 1906
- muzeum kostiumów w starym ratuszu (Trachtenmuseum)
- muzeum kolejnictwa (Bahntechnisches Museum)

## Współpraca
Miejscowości partnerskie:
- Daventry, Wielka Brytania
- Grünstadt, Nadrenia-Palatynat
- Le Cateau-Cambrésis, Francja
- Złotoryja, Polska

## Osoby urodzone w Westerburgu
- Joachim Freiherr von der Goltz (1892-1972) – prawnik, pisarz.